# Karl Rappan
Karl Rappan (ur. 26 listopada 1905 w Wiedniu, zm. 2 stycznia 1996 w Bernie) – austriacki (później przyjął obywatelstwo szwajcarskie) piłkarz i trener piłkarski.
Jako szkoleniowiec wielokrotnie zdobywał klubowe mistrzostwo i Puchar Szwajcarii; trzykrotnie grał z reprezentacją tego kraju w mistrzostwach świata, dwukrotnie dochodząc do ćwierćfinału.
Rappan stworzył oparty na obronie system piłkarski verrou ("szwajcarski rygiel"), pierwszy wykorzystujący w obronie wolnego zawodnika za linią defensywy – stopera. Rozwinięciem tego systemu jest włoskie catenaccio.
Był również pomysłodawcą międzynarodowego turnieju dla klubów piłkarskich z całej Europy. Urzeczywistnieniem tej idei stał się na początku lat 60., stworzony wraz z Ernstem Thommenem Międzynarodowy Puchar Piłkarski (International Football Cup – IFC), z czasem przemianowany na Puchar Intertoto.

## Kariera trenerska
Równolegle z pracą w klubach, Rappan czterokrotnie prowadził reprezentację Szwajcarii, w tym podczas mistrzostw świata 1938, 1954 i 1962. Jako trener zaliczył 77 meczów, co do dziś jest rekordem reprezentacji Szwajcarii.

## Sukcesy jako grający trener
- mistrzostwo Szwajcarii:

2 razy z Servette (1933, 1934)

## Sukcesy trenerskie
- Mistrzostwo Szwajcarii:

5 razy z Grasshoppers (Swiss Super League 1937, Swiss Super League 1939, Swiss Super League 1942, Swiss Super League 1943, Swiss Super League 1945)
3 razy z Servette (1933, 1934 i 1950)
1 raz z Lozanną (1965)
- Puchar Szwajcarii:

7 razy z Grasshoppers (1937, 1938, 1940, 1941, 1942, 1943, 1946)
1 raz z Servette (1949)
1 raz z Lozanną (1964)
- awans do mistrzostw świata:

2 razy ze Szwajcarią (1938 i 1962)
- ćwierćfinał mistrzostw świata:

2 razy ze Szwajcarią (1938 i 1954)